# Libnotes (Goniodineura) acrophaea
Libnotes (Goniodineura) acrophaea is een tweevleugelige uit de familie steltmuggen (Limoniidae). De soort komt voor in het Oriëntaals gebied.